# Письменна Уляна Євгенівна
Письменна Уляна Євгенівна (нар. 3 березня 1979, Київ) — українська письменниця, поетеса, викладачка. 

## Творчість
- 2013 року у видавництві «Український письменник» вийшла книга «Малючок та його друзі», оповідання для дітей дошкільного віку.
- 2014 року в тому ж видавництві вийшло «Слово Пророка» — віршована парафраза українською «Пророка» всесвітньо відомого лівано-американського письменника, поета і художника Халіля Джебрана. Паралельно у виданні поданий твір «Пророк» в оригіналі (англійською).
- 2018 року у видавництві "Колесо Життя" з'явилася віршована книжка для дітей "Хто такі Чемнята і Нечеми? Секрети чемності та міцної дружби".
- Автор «Пригод літачка Віндрі» (з 2016 р. ), віршованих історій бортового журналу авіакомпанії Windrose (видавець — ATMedia).
- У 2023 році у дитячому арт-видавництві "Чорні Вівці" вийшла книжка для дітей "Бюро винаходів Цукінька". Ілюстрації - Арсен Джанік'ян.

## Монографії
- Ринки електричної та теплової енергії в Україні
- Економічний механізм реалізації політики енергоефективності в Україні